# Hrvatska pokrajina Družbe Isusove
Hrvatska pokrajina Družbe Isusove (lat. Provincia Croatiae Societatis Iesu) je upravno područje Družbe Isusove na području Hrvatske, Srbije te Bosne i Hercegovine, a sjedište pokrajine je u Zagrebu. Pokrajinom upravlja pater provincijal Sebastian Šujević SJ od 2023. godine.
Najmanje isusovačke ustrojbene jedinice su rezidencija (kuća) i kolegij. Hrvatska pokrajina ima 7 rezidencija (Zagreb dvije, Split, Opatija, Osijek, Sarajevo i Beograd) te jedan kolegij (Zagreb).
Osim toga upravlja sljedećim institucijama s pravnom osobnošću:
- Fakultet filozofije i religijskih znanosti Sveučilišta u Zagrebu
- Filozofsko-teološki institut Družbe Isusove
- Isusovačka klasična gimnazija s pravom javnosti u Osijeku
- Isusovačka služba za izbjeglice Hrvatska
- Centar za duhovnost i kulturu Ignacije
- Zaklada Biskup Josip Lang

## Povijest

### Isusovci u Hrvatskoj i okolnim zemljama do ukinuća Družbe 1773. godine
Dubrovačka Republika još je za vrijeme života sv. Ignacija Lojolskoga nastojala dobiti isusovce, a i sam je sv. Ignacije ozbiljno pomišljao osnovati kolegij u Dubrovniku. No isusovci u Hrvatsku stižu tek 1559. godine kada je Nikola Bobadilla, jedan od prvih Ignacijevih drugova, dvije godine boravio u Zadru i Dubrovniku. Treba spomenuti da je prvi Hrvat isusovac bio Toma Zdelarić koji je u Družbu stupio 1554. godine, a njegovim su stopama krenuli i drugi, no svi su oni djelovali u inozemstvu.
Isusovci su u drugoj polovici 16. stoljeća neuspješno nastojali osnovati zajednice u Dubrovniku i Kotoru. Tek početkom 17. stoljeća započinju osnivati trajnije zajednice na području današnje Hrvatske provincije Družbe Isusove. Otvaraju zajednice u Dubrovniku (1604.), Zagrebu (1606.), Beogradu (1613.), Rijeci (1627.), Varaždinu (1632.), Osijeku (1687.), Petrovaradinu (1693.), Požegi (1698.) i Splitu (1722.). Isusovci se ponajviše bave odgojem i školstvom, pa gotovo u svim mjestima osnivaju gimnazije sa šest razreda s latinskim nastavnim jezikom. U Zagrebu godine 1607. osnivaju gimnaziju, a u istom su gradu 1662. otvorili Akademiju sa studijem filozofije i teologije, koja je 1669. poveljom cara Leopolda I. dobila sveučilišna prava i povlastice. I u drugim gradovima isusovci osnivaju gimnazije: u Rijeci (1627.), Varaždinu (1636.) i Požegi (1698) koje su vodili do 1773. godine kada je papa Klement XIV. ukinuo Družbu Isusovu. Također su vodili gimnazije u Beogradu (1613. – 1622.; 1724. – 1739.), Dubrovniku (1619./20. – 1638.) i Osijeku (1727. – 1737.; 1763. – 1773.). Isusovci su zaslužni i za osnivanje prvih javnih pomorskih škola na Jadranu: Riječanin Franjo Ksaver Orlando u Trstu 1754. godine osnovao je prvu javnu nautičku školu na Jadranu.
Osim školske djelatnosti isusovci su u vrijeme prije ukinuća propovijedali, katehizirali, brinuli o bolesnicima i zatvorenicima u gradovima te su pastoralno djelovali među kršćanima pod Turcima u Slavoniji, Srbiji i Ugarskoj. Redovito su održavali pučke misije iz hrvatskih kolegija i misijskih postaja na turskom području.

### Isusovci u Hrvatskoj i okolnim zemljama nakon ponovne uspostave Družbe 1814. godine
Družba Isusova ukinuta je 1773. godine, a ponovno je uspostavljena 1814. godine. No prošlo je gotovo četrdeset godine prije nego što su se isusovci vratili u Hrvatsku. 
Najprije su u Dubrovnik 1843. godine došli talijanski isusovci koji su djelovali u župama u istočnoj Hercegovini, a godine 1852. započeli su pučke misije. Talijanski su isusovci vodili gimnazije i sjemeništa u Dubrovniku (1854. – 1868.) i u Zadru (1865. – 1893.), nekoliko župa (Stravča, Opuzen, Veli Lošinj), misijsku postaju u Splitu (1879) i interni odgojni zavod u Kraljevici (1884. – 1908.).
Austrijski su isusovci, s druge strane, vodili sirotište u Požegi (1858. – 1871.), a treba spomenuti kako su 1882. otvorili gimnaziju u Travniku, dok su bogosloviju u Sarajevu uspostavili 1893. godine. U Zagrebu su pak osnovali rezidenciju 1902. godine.

### Nastanak Hrvatske pokrajine Družbe Isusove
Isusovci su tek u 20. stoljeću uspostavili samostalnu provinciju u Hrvata: najprije je 1909. godine uspostavljena Hrvatska misija ovisna o Austrougarskoj provinciji u Beču; deset godina kasnije – nakon raspada Austro-Ugarske – Hrvatska misija Družbe Isusove postaje Jugoslavenskom viceprovincijom, a od 1941. Dobiva status provincije i naziva se  naziva se Hrvatska provincija.

### Poznati isusovci u Hrvata

#### Znanstveno područje
Isusovci su svojim intelektualnim apostolatom zadužili hrvatsku kulturu i znanost. Bartol Kašić je 1604. godine napisao prvu gramatiku hrvatskoga jezika Temelji ilirskoga jezika u dvije knjige (Institutionum linguae illyricae libri duo), a u rukopisu je ostao njegov prijevod cijeloga Svetoga pisma jer je u Rimu bilo spriječeno njegovo tiskanje (rukopis je objavljen tek 1999.). Valja spomenuti i Ardelija Della Bellu, talijanskoga isusovca, koji je napisao trojezični rječnik (Dizionario italiano, latino, illirico, 1728.) i hrvatsku gramatiku na talijanskome jeziku; zatim Jurja Habdelića koji je 1670. napisao hrvatsko-latinski rječnik Dictionar ili reči slovenske zvekšega v kup zebrane, v red postavljene i dijačkemi zlahkotene; te Jakova Mikalju koji je 1651. godine sastavio hrvatsko-talijansko-latinski rječnik Blago jezika slovinskoga ili Slovnik u komu izgovaraju se rječi slovinske latinski i dijački. Od važnijih isusovačkih filozofa i znanstvenika treba spomenuti Franju Jambrehovića, Kazimira Bedekovića te Ruđera Boškovića, jednog od najvećih znanstvenika uopće.

#### Književno područje
Isusovci su djelovali i kao pisci i pjesnici, a među poznatijima su Antun Kanižlić, Rajmund Kunić i Bernard Džamanjić, a iz novijega vremena poznat je pjesnik Milan Pavelić. Treba istaknuti i Petra Pericu, apostola mladeži i pobožnosti Srca Isusova, koji je spjevao poznate pjesme „Do nebesa” i „Zdravo Djevo”, a kojeg su na otoku Daksi, zajedno s najmanje 35 Dubrovčana, strijeljali partizani.

#### Hrvatski isusovački misionari
Hrvatski su se isusovci angažirali i u misijama: Ivan Ratkaj misionarski je djelovao u Meksiku, a Ferdinand Konšćak djelovao je u Donjoj Kaliforniji (Meksiko). Potonji je poznat po tome što je sredinom 18. stoljeća razriješio dilemu dugu više od dva stoljeća dokazavši da Donja Kalifornija nije otok već poluotok. Konačno, treba istaknuti primjer jednog od najpoznatijih hrvatskih misionara patra Antu Gabrića koji je misijski djelovao u Indiji, a za kojeg se vodi proces za proglašenje blaženim.

## Nakladnička djelatnost
Isusovačka je tradicija, od početka ustanovljenja Družbe, prisutnost u javnosti kroz objavljivanje knjiga. Stoga je i suvremena hrvatska pokrajina razvila bogatu nakladničku djelatnost. Najdugovječnija hrvatska isusovačka periodička publikacija je znanstveni časopis Obnovljeni Život. Za širu javnost objavljuje mjesečnike Glasnik Srca Isusova i Marijina i Ignacijev put. Objavljuje knjige iz područja znanosti i vjere.
Djeluje na televiziji i radiju (Radio Vatikan na hrvatskom jeziku, Religiozni program Hrvatskog radija i Radio Marija), na Internetu preko molitvene stranice Prostor Duha.

## Vanjske poveznice
Mrežna mjesta
- Hrvatska pokrajina Družbe Isusove, službena stranica